# Ivan Stevanović
Ivan Stevanović (Čačak, 24 giugno 1983) è un ex calciatore serbo, di ruolo difensore.

## Carriera

### Club
Il trasferimento di Stevanović al Partizan Belgrado avvenne il 5 giugno 2008, firmando un contratto di tre anni con il club bianco-nero. Dopo aver collezionato 26 presenze e un gol per il club di Belgrado, Stevanović venne ingaggiato nel luglio del 2009 dal Sochaux. Il trasferimento costò un milione di euro al club francese con il quale Ivan firmò un contratto fino al giugno 2012. Il 17 giugno 2010 si trasferisce di nuovo al Partizan Belgrado questa volta in prestito per un anno.

### Nazionale
Ha collezionato anche una presenza con la Nazionale maggiore della Serbia, quando venne convocato da Javier Clemente, allora allenatore della selezione, il 24 novembre 2007 per la partita contro il Kazakistan valevole per le Qualificazioni all'Europeo 2008.

## Statistiche

### Cronologia presenze e reti in nazionale
| Cronologia completa delle presenze e delle reti in nazionale ― Serbia | Cronologia completa delle presenze e delle reti in nazionale ― Serbia | Cronologia completa delle presenze e delle reti in nazionale ― Serbia | Cronologia completa delle presenze e delle reti in nazionale ― Serbia | Cronologia completa delle presenze e delle reti in nazionale ― Serbia | Cronologia completa delle presenze e delle reti in nazionale ― Serbia | Cronologia completa delle presenze e delle reti in nazionale ― Serbia | Cronologia completa delle presenze e delle reti in nazionale ― Serbia |
| Data                                                                  | Città                                                                 | In casa                                                               | Risultato                                                             | Ospiti                                                                | Competizione                                                          | Reti                                                                  | Note                                                                  |
| --------------------------------------------------------------------- | --------------------------------------------------------------------- | --------------------------------------------------------------------- | --------------------------------------------------------------------- | --------------------------------------------------------------------- | --------------------------------------------------------------------- | --------------------------------------------------------------------- | --------------------------------------------------------------------- |
| 24-11-2007                                                            | Belgrado                                                              | Serbia                                                                | 1 – 0                                                                 | Kazakistan                                                            | Qual. Euro 2008                                                       | -                                                                     |                                                                       |
| Totale                                                                |                                                                       | Presenze                                                              | 1                                                                     |                                                                       | Reti                                                                  | 0                                                                     |                                                                       |

## Palmarès
- Campionati di Serbia: 2

Partizan Belgrado: 2008-2009, 2010-2011
- Coppe di Serbia: 2

Partizan Belgrado: 2008-2009, 2010-2011